# 因格麗達·希莫尼特
因格麗達·希莫尼特（發音：[ɪŋʲɡʲrʲɪˈdˠɐ ʃʲɪmˠoːˈnʲîːtʲeː]；1974年11月15日—），立陶宛經濟學者、政治人物，曾于2020年—2024年担任立陶宛总理。

## 早期生涯與教育
希莫尼特誕生於蘇聯統治下的立陶宛首都維爾紐斯，父親職業是土木工程師，母親則是一名經濟學者。1984年，希莫尼特跟隨父母搬家至維爾紐斯的Antakalnis（意譯：高丘之地）區，在Antakalnis區渡過她的童年時光，並形塑出自身的性格。1992年，希莫尼特自維爾紐斯的一間完全中學（Vilnius Žirmūnai Gymnasium）畢業，因為她在數學科上傑出的表現，獲得學業上認證以及獎賞。
中學畢業後，她在維爾紐斯大學的經濟學院登記註冊，1996年獲得工商管理學士學位，之後她繼續在學院深造，並在1998年獲得經濟學碩士學位。

## 政治生涯

### 早期
1997年，希莫尼特起先以經濟學者和公務員的身分，在立陶宛財政部的稅務部門任職。在1998年至2001年期間，她以經濟學者身份在稅務、營業稅部門服務，隨後被拔擢為財政部的稅務部門主管，直到2004年為止，同一年，她成為立陶宛財政部的副部長，而在2009年升任為部長。

### 財政部長時期

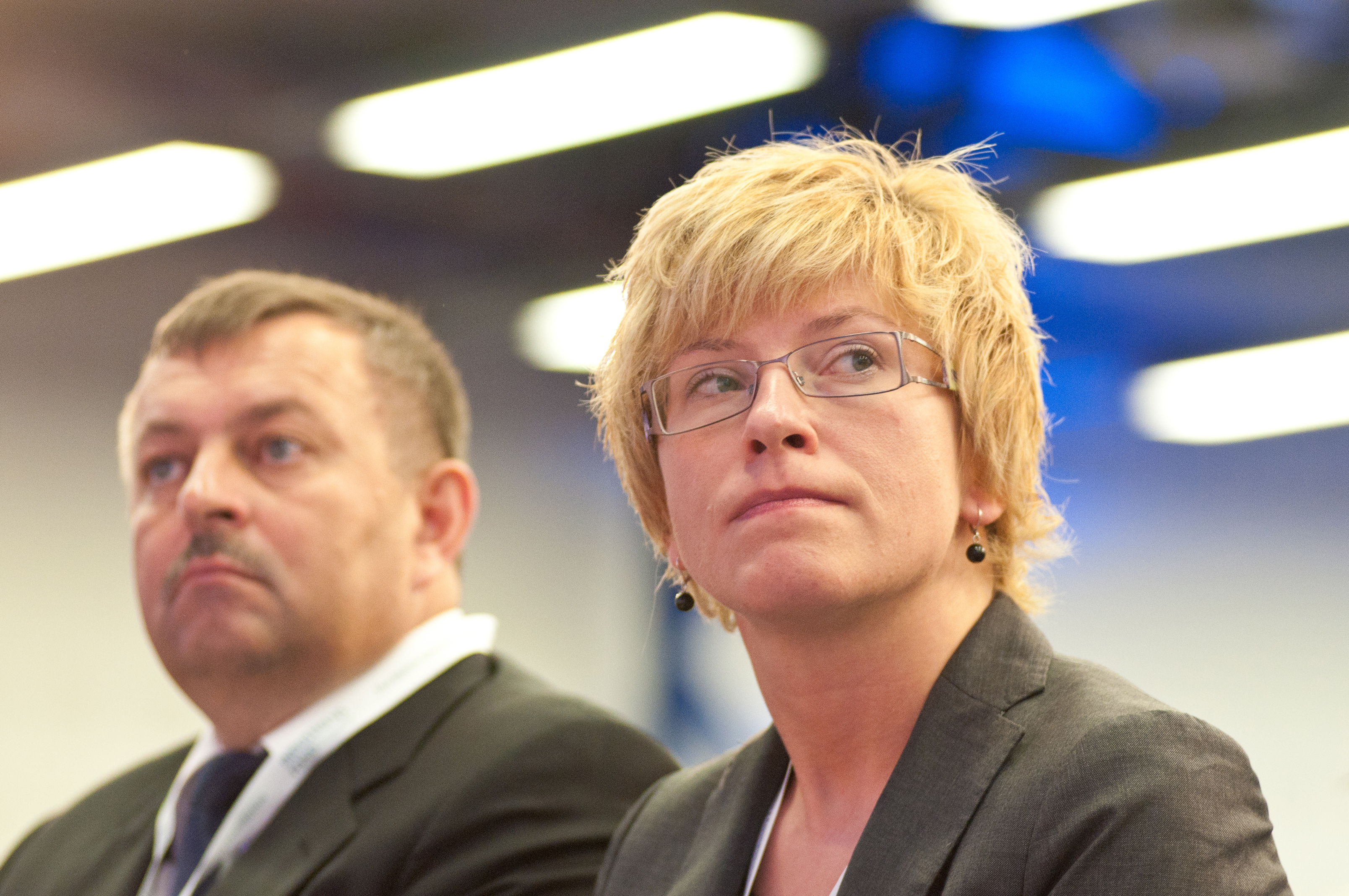
2010年，希莫尼特出席在維爾紐斯舉辦的波羅的海發展論壇。

2009年，希莫尼特獲時任立陶宛總理安德留斯·庫比柳斯提名，成為庫比柳斯第二次內閣的財政部長，替代成為歐盟預算暨行政專員的舍梅塔。隨著希莫尼特的上任財政部長，她也接獲時任總統瓦爾達斯·阿達姆庫斯的任務，負責解決經濟大衰退之後，在2009年度立陶宛人均GDP下跌14.7%的影響，並設法復甦國內經濟。希莫尼特決定採取緊縮政策的手段，以期達到改善立陶宛經濟狀況的效果。
2012年立陶宛議會選舉落幕之後，因現任政府所屬黨團敗給立陶宛社會民主黨，並由繼任政府的阿爾吉爾達斯·布特凱維丘斯重新組閣，希莫尼特因此離開財政部部長一職，被指定派赴立陶宛銀行，出任立陶宛銀董事會副主席直到2016年為止。同一時期，她也擔任兩間大學的講師，在維爾紐斯大學的國際關係與政治學院主講經濟學，另外在ISM管理與經濟大學則講授公共財政。

### 議會生涯
希莫尼特為了投入2016年立陶宛議會選舉，為維爾紐斯安塔卡尔尼斯選區的參選人做準備，她決定在2015年重返政壇。這一席位原本是前總理安德留斯·庫比柳斯所有，在他決定不參予該年度選舉而出缺。
為了讓祖國聯盟－立陶宛基督教民主黨保留安全席次，希莫尼特以無黨籍身分參選，但選舉期間接受不少祖國聯盟－立陶宛基督教民主黨的協助。在這屆選舉之中，希莫尼特在第一回投票便贏得51.54%的得票率，成為該屆立陶宛唯三位之一不需要再經過第二輪投票便即當選的國會議員。
希莫尼特在選舉後參與祖國聯盟－立陶宛基督教民主黨的政黨團體，但在官方資料上仍是無黨籍的身份。她被指定出任國家審計委員會的主席，並也兼管歐盟委員會事務。

#### 總統選舉
2018年9月24日，希莫尼特宣佈參加2019年立陶宛總統選舉。她在翌年獲得祖國聯盟－立陶宛基督教民主黨提名，在當年總統選舉的首輪投票領先，但在次輪投票不敵吉塔納斯·瑙塞達，敗下陣來。
2024年5月，希莫尼特再度角逐總統選舉，但在次輪投票再度失利。

## 立陶宛總理時期

### 2020年選舉
隨著2019年總統選舉落幕，希莫尼特雖然依舊保持無黨籍身份，已儼然成為祖國聯盟－立陶宛基督教民主黨非正式領導者，同時也是該黨最突出的政壇盟友。她再次投入2020年立陶宛議會選舉，第一輪投票便得到超過60%的得票率。在這次選舉結束後，祖國聯盟－立陶宛基督教民主黨也確定贏得多數議會席位，取代當時執政的立陶宛農民與綠人聯盟。
祖國聯盟－立陶宛基督教民主黨、立陶宛共和國自由運動黨、自由黨在選舉過後進行結盟，三黨協商推舉希莫尼特做為內閣總理。假使此提案通過，立陶宛政府將會跟隨芬蘭馬林內閣的腳步，國家由三名女性主導，分別是總理希莫尼特、立陶宛共和國自由運動黨黨魁维多利亚·奇米利特-尼尔森以及自由黨黨魁奥什丽内·阿尔莫奈特。
2020年11月9日，祖國聯盟－立陶宛基督教民主黨、立陶宛共和國自由運動黨、自由黨正式結盟，共同推舉希莫尼特為內閣總理。希莫尼特也於同年11月18日，宣布內閣的閣員名單。11月24日，經祖國聯盟－立陶宛基督教民主黨提名，立陶宛議會以62票支持、10票反對和41票棄權，通過以希莫尼特為新任總理。11月25日，總統吉塔納斯·瑙塞達簽署法令，任命希莫尼特為總理，給予其十五日的時間組閣。12月11日，立陶宛總統任命令生效，希莫尼特成為繼卡齐米拉·普伦斯克涅以降，立陶宛第二位女性總理。

### 國內政策

#### 嚴重特殊傳染性肺炎疫情
希莫尼特內閣在2020年12月11日後宣誓後並開始運作，當時國內染疫的病例數已經達到3067例。立陶宛接收歐盟殘餘的疫苗，疫苗施打計畫於12月27日展開，第一劑接種疫苗者將給予第一線救治肺炎患者的醫療人員。
2021年1月4日，立陶宛政府公告，將先前因尚未通報或尚未確認病因而死亡積壓的案例，重新上修，死亡數新增293例。
2021年2月15日，封城政策部分鬆綁，包括允許開放小型商店、美髮沙龍店，並不再強制要求外出需要配戴口罩。3月17日，衛生部長阿魯納斯·杜爾基斯暫停AZ疫苗的生產作業。3月18日，歐洲藥品管理局發言強調AZ疫苗安全性。3月22日，希莫尼特和衛生部長阿魯納斯·杜爾基斯皆公開接種AZ疫苗。

### 外交政策

#### 波羅的海國家
2021年1月1日，希莫尼特正式接掌波羅的海理事會部長一職，任期為一年。

#### 白羅斯
與斯維特蘭娜·格奧爾基耶娃·季哈諾夫斯卡亞（流亡立陶宛的白俄羅斯政治人物）會晤期間，希莫尼特表達會施壓予白俄羅斯政權當局，立陶宛亦會支持歐盟施予對白俄羅斯的制裁，她在會議中申明：
釋放政治犯、終止政治迫害，重返民主選舉都是對白俄羅斯的要求。立陶宛以及其他民主國家都會對此秉持相同的立場。

### 造訪

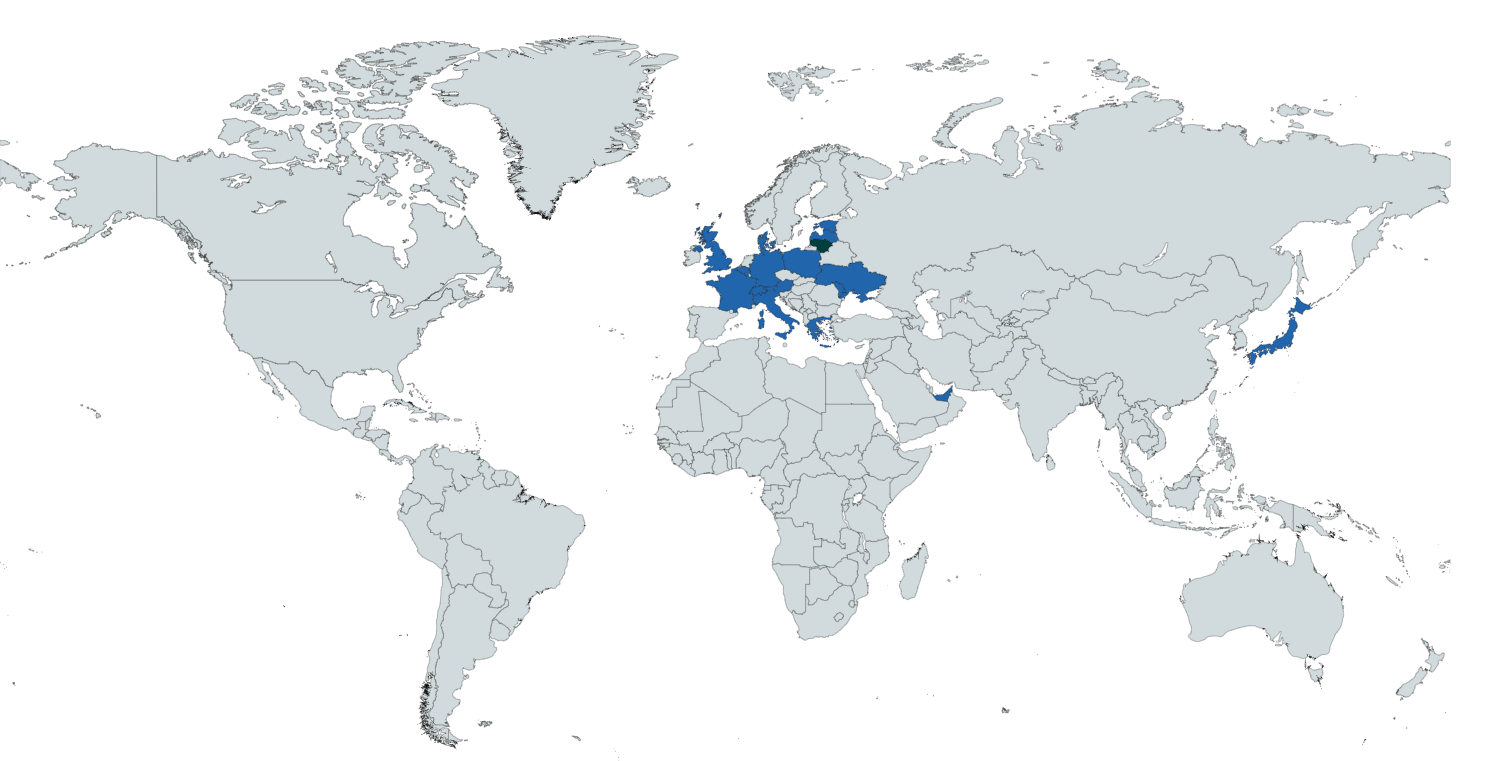
截至2021年11月，希莫尼特拜訪涉足的國家。

#### 國際參訪
| 日期             | 國家     | 地點     | 與會人士                                       | 來源                 |
| ---------------- | -------- | -------- | ---------------------------------------------- | -------------------- |
| 2021年6月3日     | 比利时   | 布鲁塞爾 | 欧洲联盟主席夏爾·米歇爾、烏蘇拉·范德賴恩等     | [ 32 ] [ 33 ] [ 34 ] |
| 2021年6月11-12日 | 奥地利   |          | 總理塞巴斯蒂安·库尔茨等商討疫情議題            | [ 35 ] [ 36 ]        |
| 2021年6月17-18日 | 拉脫維亞 | 里加     | 總統埃吉尔斯·莱维茨、總理克里什亞尼斯·卡林什等 | [ 37 ]               |
| 2021年7月1-2日   | 爱沙尼亚 | 塔林     | 總理卡婭·卡拉斯、國會發言人于里·拉塔斯等       | [ 38 ]               |

#### 歡迎代表團
| 日期          | 國家     | 接待人士                  | 來源   |
| ------------- | -------- | ------------------------- | ------ |
| 2021年1月26日 | 梵蒂冈   | 彼得·拉伊奇               | [ 39 ] |
| 2021年1月29日 | 白俄羅斯 | 斯韦特兰娜·季哈诺夫斯卡娅 | [ 31 ] |
| 2021年3月3日  | 爱沙尼亚 | 克尔斯季·卡柳莱德         | [ 40 ] |
| 2021年3月7日  | 西班牙   | 阿兰查·冈萨雷斯           | [ 41 ] |
| 2021年4月23日 | 北馬其頓 | 尼古拉·季米特洛夫         | [ 42 ] |
| 2021年5月2日  | 波蘭     | 馬特烏什·莫拉維茨基       | [ 43 ] |
| 2021年5月12日 | 亞美尼亞 | 阿拉拉特·米爾佐揚         | [ 44 ] |
| 2021年5月31日 | 欧洲联盟 | 蒂埃里·布雷頓             | [ 45 ] |
| 2021年6月4日  | 欧洲联盟 | 弗兰斯·蒂默曼斯           | [ 46 ] |
| 2021年6月10日 | 欧洲联盟 | 薇拉·尧罗娃               | [ 47 ] |

## 政治立場

### 外國政策

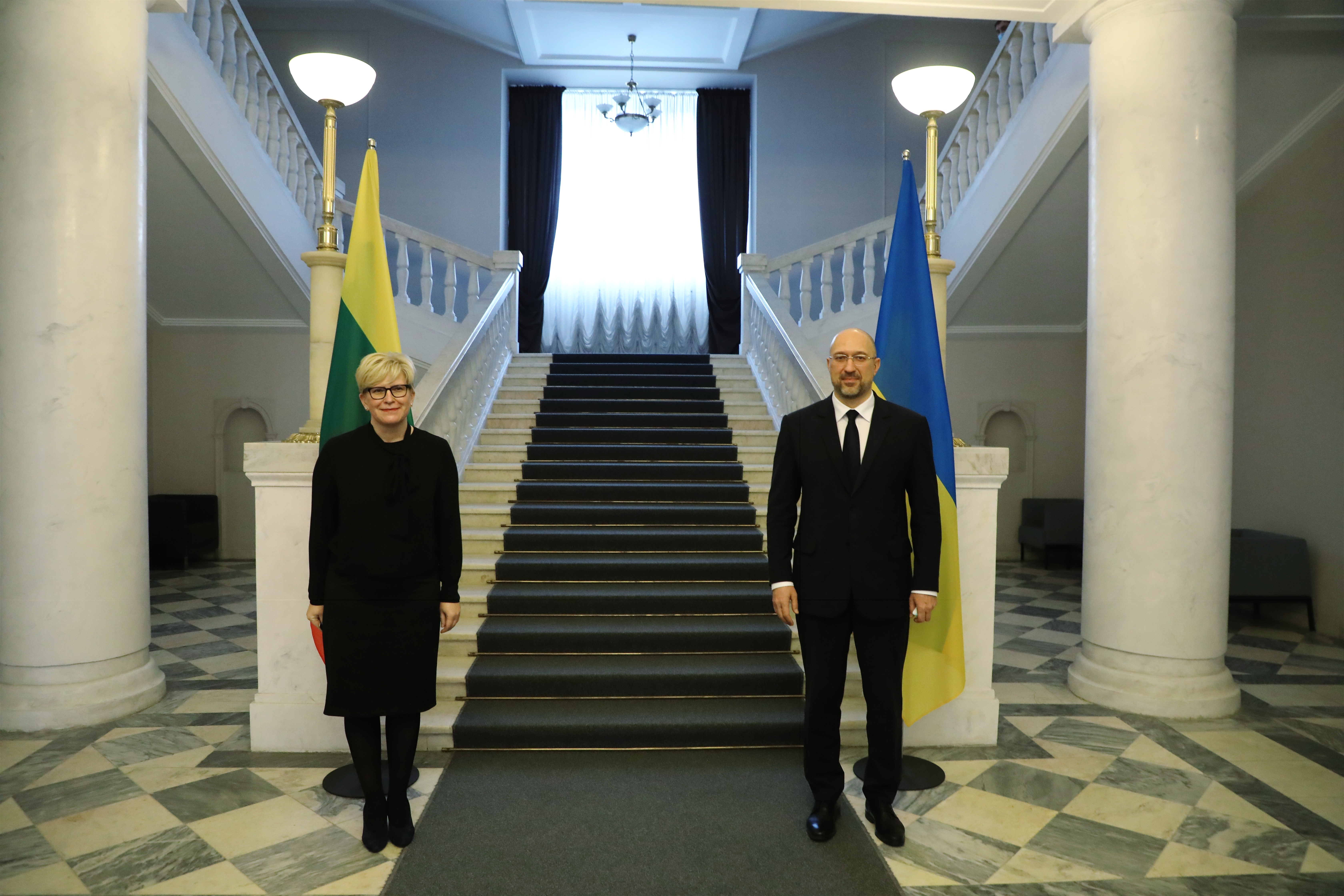
2022年2月，希莫尼特在基輔與烏克蘭總理杰尼斯·什米加尔會面

2018年10月，因應2019年立陶宛總統選舉舉辦的國際政策辯論會中，希莫尼特曾經言及倘若當選總統，她將增加國防上的預算。她曾形容俄羅斯如同「一個企圖破壞所有國際協議的國家」，聲稱俄羅斯的存在將會危害歐洲的安全。此外，希莫尼特提及應該將波蘭視為盟友，並鼓勵改善兩國間的關係。
2018年10月18日，希莫尼特支持以科學數據來因應氣候變遷，認為美國總統川普退出巴黎協定是一項錯誤的決定。
2021年2月7日，針對俄羅斯提供的「加馬列亞嚴重特殊傳染性肺炎疫苗」，希莫尼特對此表示「這疫苗是俄羅斯用來分化我們的武器」。
2020年11月9日，希莫尼特同意與「同為自由奮戰」的台灣結盟，此舉影響了立陶宛與中國的關係。

### 國內政策
希莫尼特表達她不反對同性之間的民事結合的立場，此舉為她贏得來自立陶宛同性權利運動者的好感。
希莫尼特說雖然她自身不曾有流產的經歷，但是她也不會去譴責那些曾經選擇去流產的女性。
立陶宛猶太社群曾經批評希莫尼特反對移除約納斯·諾雷卡的匾額。（1941年，約納斯·諾雷卡曾經簽署建立立陶宛猶太人集中營的聲明文件）

## 私人生活
- 希莫尼特除了母語立陶宛語之外，也通曉英語、波蘭語、俄語，以及基礎程度的瑞典語。[2]
- 希莫尼特未婚，亦未育有孩子。[2]
- 希莫尼特最喜歡的書是捷克作家雅洛斯拉夫·哈謝克的《好兵帥克》，在她的政治生涯中，希莫尼特常常在公開場合引用這本書的故事。[53][54]

## 荣誉

### 外国勋章奖章
- 二等智者雅罗斯拉夫王公勋章（英语：Order of Prince Yaroslav the Wise）（乌克兰，2023年12月28日公布[55]）

## 外部連結
- 因格麗達·希莫尼特 （页面存档备份，存于）的Twitter
- Official biography of PM Ingrida Šimonytė （页面存档备份，存于）